# 1965 a filmművészetben

## Események
- január 27. – Glauber Rocha előterjeszti Az éhség esztétikáját, mely a szociális elkötelezettségű brazil Cinema Novo irányzat útmutató dokumentuma.
- március 30. – A francia filmvállalatok ingyenes mozilátogatási akciókat szerveznek, hogy felhívják a figyelmet az adónak és más költségeknek a filmgyártásra gyakorolt visszafejlesztő hatására.
- november 1. – A Cahiers du Cinéma francia filmes folyóirat személycserék következtében intellektuális forradalomra kerül sor. A folyóirat szerkesztősége távol kívánja tartani magát a kevésbé tudományos nézőpont szerint készült szerzői filmektől és néhány, korábban sokra tartott amerikai rendezőktől.
- Megjelenik Nemeskürty István A magyar film története, amely 1963-ig, Jancsó Miklós művészetének felíveléséig dolgozza fel a magyar film történetét a kezdetektől

## Sikerfilmek
Észak-amerika
1. A muzsika hangja (The Sound of Music) – főszereplő Julie Andrews – rendező Robert Wise
2. My Fair Lady – rendező George Cukor
3. Mi újság, cicamica? (What's New Pussycat?) – rendező Clive Donner
4. Shenandoah – rendező Andrew V. McLaglen
5. Út a szeretet felé – rendező Vincente Minnelli
6. Fránya macska – rendező Robert Stevenson
7. Doktor Zsivágó (Doctor Zhivago) – rendező David Lean
8. Tűzgolyó (Thunderball) – rendező Terence Young
9. A világ legszebb története – rendező George Stevens

## Díjak, fesztiválok
Oscar-díj (április 5.)
- Film:My Fair Lady
- Rendező: George Cukor – My Fair Lady
- Férfi főszereplő: Rex Harrison – My Fair Lady
- Női főszereplő: Julie Andrews – Mary Poppins
- Külföldi film: Tegnap, ma, holnap – Vittorio de Sica

Velencei Nemzetközi Filmfesztivál (augusztus 25-szeptember 6)
- Arany Oroszlán: A Göncöl nyájas csillagai – Luchino Visconti
- Ezüst Oroszlán: Oszlopos Simeon – Luis Buñuel
- Férfi főszereplő: Mifune Tosiró – Rőtszakállú
- Női főszereplő: Annie Girardot – Három szoba Manhattanban

Berlini Nemzetközi Filmfesztivál (június 25-július 6)
- Arany Medve: Alphaville – Jean-Luc Godard
- Ezüst Medve: Iszonyat – Roman Polański
- Rendező: Szatjadzsit Raj – Charulata – az egyedülálló nő
- Férfi főszereplő: Lee Marvin – Cat Ballou legendája
- Női főszereplő: Madhua Jaffrey – A Shakespeare-társulat

1965-ös cannes-i filmfesztivál

## Születések
- január 1. – Lisa Roberts Gillan, színésznő
- február 11. – Stephen Gregory, színész
- április 4. – Robert Downey Jr., színész
- április 26. – Susannah Harker színésznő
- május 31. – Brooke Shields, színésznő
- június 10. – Elizabeth Hurley, színésznő
- július 25. – Illeana Douglas, színésznő
- július 26. – Jeremy Piven, színész
- augusztus 14. – Emmanuelle Béart, színésznő
- augusztus 28. – Amanda Tapping , színésznő
- szeptember 9. – Adam Sandler, Amerikai színész
- november 20. – Ben Stiller, színész
- november 21. – Alexander Siddig színész

## Halálozások
- január 14. – Jeanette MacDonald, színésznő
- február 23. – Stan Laurel, brit színész
- március 6. – Margaret Dumont, színésznő
- június 22. – David O. Selznick, amerikai producer
- július 24. – Constance Bennett, színésznő
- október 18. – Beregi Oszkár, magyar színész

## Filmbemutatók
- A Thousand Clowns – rendező Fred Coe
- Alphaville, Arany Medve díj – rendező Jean-Luc Godard
- Cat Ballou – főszereplő Jane Fonda, rendező Elliot Silverstein
- Darling – rendező John Schlesinger
- Doktor Zsivágo – főszereplő Omar Sharif, Julie Christie, Geraldine Chaplin, Rod Steiger és Alec Guinness, rendező David Lean
- Pár dollárral többért- főszereplő Clint Eastwood, rendező Sergio Leone
- Girl Happy – főszereplő Elvis Presley, rendező Boris Sagal
- Help! – főszereplő The Beatles, rendező Richard Lester
- Csend, csend, édes Charlotte – főszereplő Bette Davis, Olivia de Havilland, rendező Robert Aldrich
- Rőtszakállú – rendező Kuroszava Akira
- Invasion of Astro-Monster – rendező Ishiro Honda
- Júlia és a szellemek – főszereplő Giulietta Masina, rendező Federico Fellini
- Planet of the Vampires – rendező Mario Bava
- A zaragozai kézirat – főszereplő Zbigniew Cybulski, rendező Wojciech Has
- Bolondok hajója – főszereplők Vivien Leigh, Simone Signoret, Lee Marvin, Heinz Rühmann, rendező Stanley Kramer
- Agónia és extázis – főszereplők Charlton Heston, Rex Harrison, rendező Carol Reed
- Verseny a javából – főszereplők Jack Lemmon, Tony Curtis, Natalie Wood, Peter Falk, rendező Blake Edwards
- A világ legszebb története – főszereplő Max von Sydow, rendező George Stevens
- Az Ipcress ügyirat – főszereplő Michael Caine, rendező Sidney J.Furie
- A csábítás trükkje, Cannes-i fődíj – főszereplő Rita Tushingham, rendező Richard Lester
- The Legend of Blood Mountain – rendező Massey Cramer
- Üzlet a korzón – rendező Ján Kadár, Elmar Klos
- Katie Elder fiai – főszereplők John Wayne, Dean Martin, rendező Henry Hathaway
- A kém, aki a hidegből jött – főszereplő Richard Burton, rendező Martin Ritt
- Tűzgolyó – főszereplő Sean Connery, rendező Terence Young
- Az ügyefogyott - főszereplő Louis de Funès és Bourvil, rendező Gérard Oury
- Zorba, a görög – főszereplők Anthony Quinn, Irene Papas, Alan Bates, rendező Mihálisz Kakojánisz
- Mi, húszévesek – rendező Marlen Hucijev